# George Edwin King
Pour les articles homonymes, voir George King et King.
George Edwin King (né le 8 octobre 1839, décédé le 7 mai 1901) est un homme politique néo-brunswickois. Il est premier ministre de la province à deux reprises, soit de 1870 à 1871, puis de nouveau de 1872 à 1878. Un des accomplissements majeurs de son gouvernement est d'instaurer un système unique d'écoles publiques payés par les fonds publics.
En 1893 il est nommé juge à la Cour suprême du Canada.